# Симфорок
Симфоро́к, также симфо-ро́к (англ. Symphonic rock, Symphonic Prog) — стиль рок-музыки, разновидность прогрессивного рока. Термин был предложен для обозначения прогрессивных групп, более всего сориентированных на академический подход к музыке, в отличие от экспериментальных и психоделических коллективов.
Не существует четкой границы между такими направлениями, как симфо-рок, арт-рок и спейс-рок. Многие группы сочетали различные стилевые особенности даже в пределах одного альбома. Кроме того, к симфоническому року можно отнести и представителей так называемого «тяжелого прогрессива» (например, Rush) и прогрессивного фолка (например, Jethro Tull).
Симфо-рок характеризуется сочетанием прогрессивного рока и классической музыкальной традиции. Это может проявляться либо в обращении к произведениям мировой классики (от простого цитирования некоторых фрагментов до интерпретации целых произведений), либо в использовании традиций классической симфонической музыки в композиции и аранжировке оригинальных произведений, в тяготении к инструментальным жанрам (сюита). Кроме того, в симфо-роке часто к исполнению привлекаются академические составы (от малых ансамблей до симфонических оркестров), классические инструменты (струнные, деревянные духовые, перкуссия, ксилофон и так далее), а также различные клавишные инструменты и синтезаторы. При этом к симфо-року не стоит причислять записи, представляющие собой так называемую рок-обработку классики, а также исполнение знаменитых композиций рок-музыки симфоническими оркестрами или любыми другими составами.

## Характерные особенности

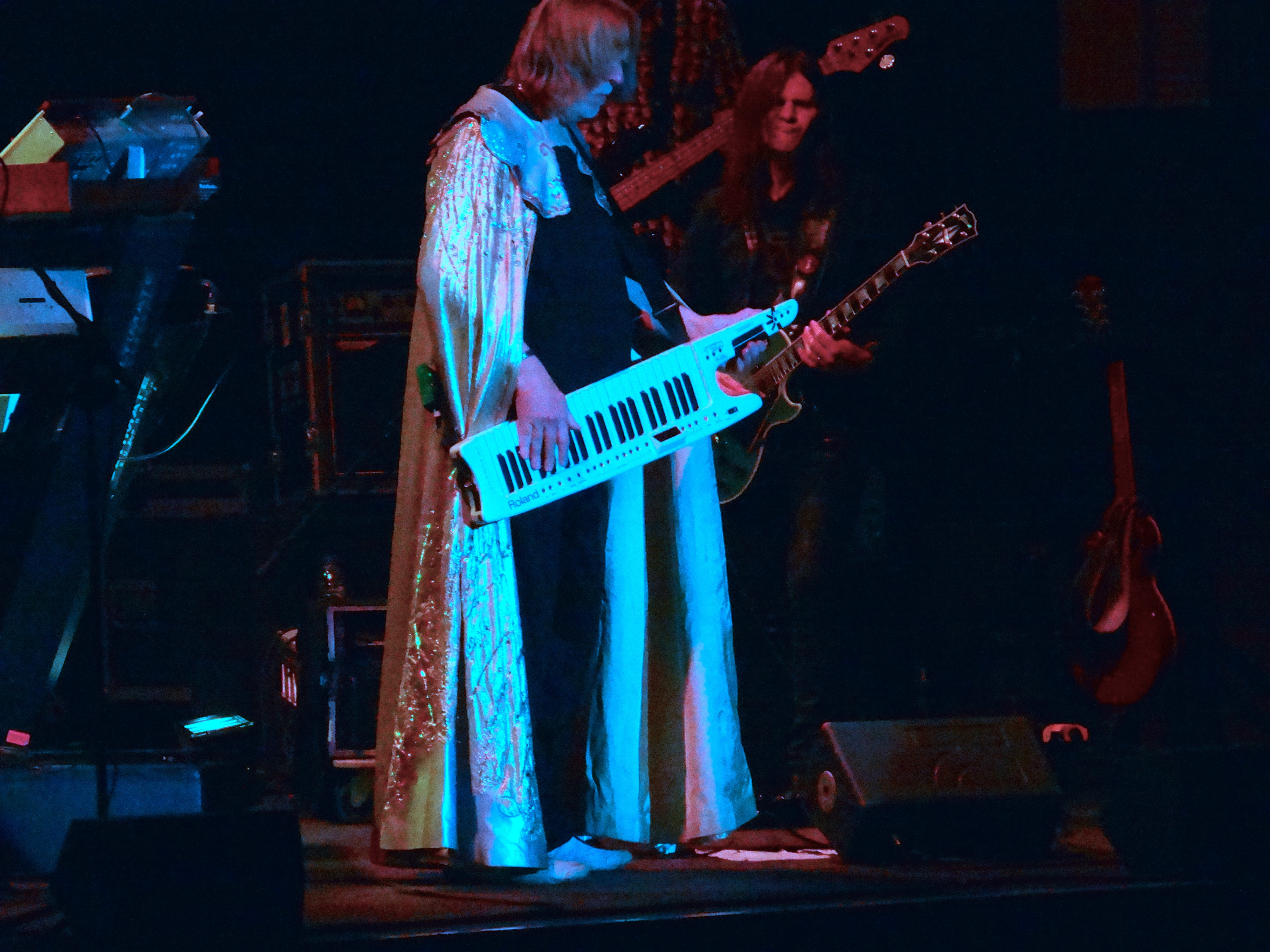
Клавишник Рик Уэйкман

- Структурно сложные композиции, нетривиальные гармонии, обилие ритмических переходов.
- Эпичность, концептуальность.
- Богатый, плотный звук.
- Использование аналоговых клавишных и прочих живых инструментов (флейта, саксофон, струнные, ксилофон и т. д.).
- Виртуозное исполнение.
- Второстепенная роль вокала, иногда — только инструментальная музыка.
- Преимущественно высокий чистый вокал, многоголосие.
- Цитирование европейской симфонической классики, нередко — джазовые вставки и фольклорные мотивы.
- Эмоциональность, соседствующая с отстранённостью.

## Зарождение симфонического рока

### 1964—1967 гг.
Первые попытки сочетания рока и академической музыки были предприняты ещё в середине 1960-х, прежде всего, в форме так называемого барокко-рока. Наиболее яркими образцами можно назвать Yesterday и Eleanor Rigby группы The Beatles и As Tears Go By группы The Rolling Stones. Эти песни отличало использование струнных в барочной аранжировке. Чуть позже была записана песня A Whiter Shade of Pale группы Procol Harum, которую теперь принято считать первым случаем цитирования классических произведений в рок-музыке.
В 1967 году был записан альбом The Thoughts of Emerlist Davjack группы The Nice, который принято считать первым (или одним из первых) прогрессивных альбомов в истории.

### 1968 г.
Идеи барокко-рока получили своё развитие в США в творчестве The Left Banke и более тяжелых групп, таких как Vanilla Fudge, Iron Butterfly и обитавших в то время за океаном британских Deep Purple времен первого состава. Deep Purple, в частности, записали один из первых рок-концертов с участием симфонического оркестра. Однако, большинство групп этого направления в конечном итоге пришли к более прямолинейной музыке, оказавшись в числе ведущих исполнителей хард-рока.

### 1969 г.
В итоге, первыми образцами окончательно сформировавшегося симфонического рока принято считать дебютные альбомы групп King Crimson, Emerson, Lake & Palmer, Yes и некоторых других.

## Расцвет и упадок симфонического рока

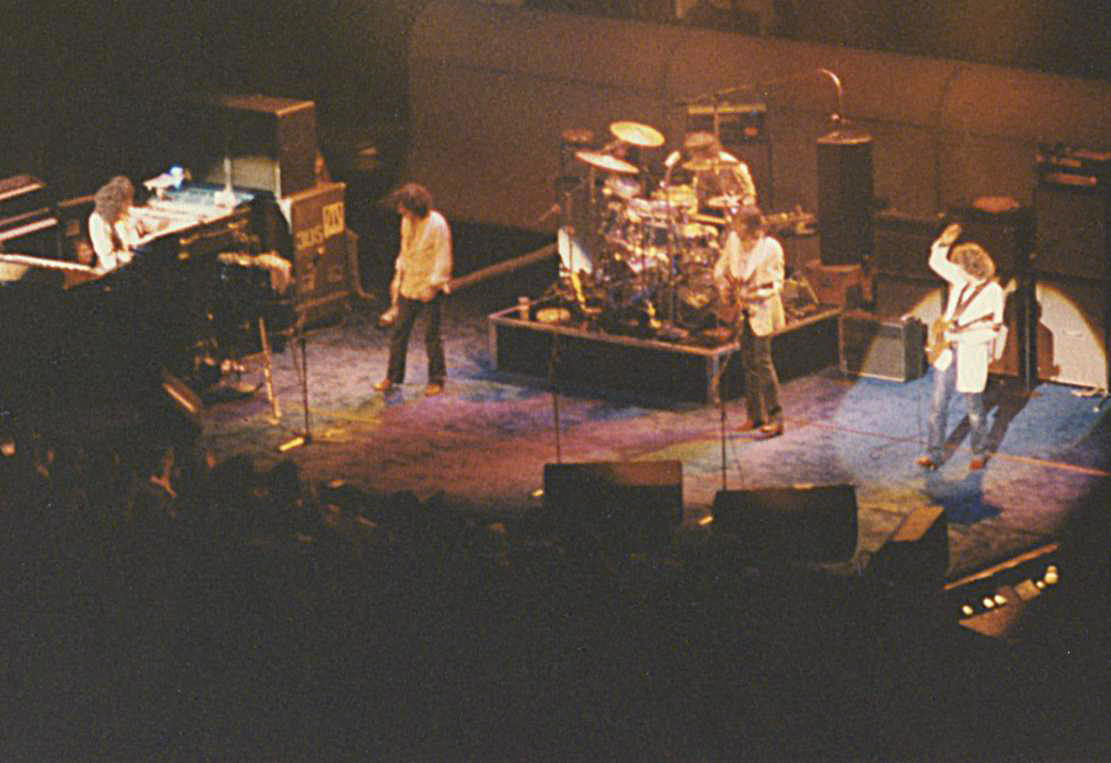
The Moody Blues

В начале 1970-х симфонический рок стал одним из самых востребованных направлений рок-музыки, что привело к появлению групп-последователей пионеров симфо-рока. В Англии в русле симфо-рока работали такие группы, как Camel (альбом The Snow Goose (1975)), The Enid, Gryphon (альбомы Midnight Mushrumps (1974) и Red Queen to Gryphon Three (1974)), Renaissance (альбом Scheherazade and Other Stories (1975)); в Италии —  New Trolls (альбом Concerto grosso per i New Trolls (1971)), Picchio dal Pozzo, Premiata Forneria Marconi;  в Нидерландах — Earth and Fire (альбомы первой половины 1970-х), Focus (альбомы  Moving Waves (1971) и Hamburger Concerto (1974)), Kayak. Дань этому направлению отдали даже некоторые коммерческие музыканты, например, Элтон Джон, записавший свой самый лучший по признанию критиков альбом Goodbye Yellow Brick Road.
Однако с середины 1970-х интерес публики к прогрессивному року стал ощутимо снижаться. Этому способствовали две негативные тенденции в развитии симфонического рока, набравших силу к тому времени. С одной стороны, признанные корифеи симфо-рока проявляли склонность к все большему усложнению музыкального материала, теряя чувство меры и, как следствие, значительную часть слушателей. С другой стороны, большинство новых групп предпочитало следовать уже обкатанным моделям, подражая одному из трех китов симфо-рока — Yes, Genesis или ELP, что явно свидетельствовало о том, что все свежие идеи уже исчерпаны.
К началу 1980-х симфонический рок практически перестал существовать, не выдержав конкуренции с  направлениями поп и рок музыки (диско и панк-рок). Ведущие представители  либо прекратили деятельность, либо перешли к выпуску более коммерческой музыки.

## Локальные сцены
Неанглоязычный симфо-прог развивался по своим законам, в большинстве случаев отставая по времени от мейнстрима. Тем не менее, локальные сцены симфонического рока подарили миру не одну жемчужину, демонстрируя самобытность и оригинальность подхода. К сожалению, долгое время эти шедевры симфо-рока оставались достоянием только локальной публики.
На общем фоне выделяются следующие национальные сцены симфо-рока:
- Итальянская
- Франкоязычная (Франция/Канада)
- Германская
- Голландская
- Японская
- Российская  (основоположник этого направления в России — Николай Носков)

## Первый ренессанс — рождение неопрогрессива
К середине 1980-х в Британии возникает движение, названное неопрогрессивом и представленное прежде всего такими группами, как IQ и Marillion. Это были коллективы, которые пытались продолжить путь симфо-прогрессива с того момента, на котором остановились лидеры направления в середине 1970-х. Основным ориентиром для них была группа Genesis периода расцвета. Волна пошла на убыль к концу 1980-х.

## Второй ренессанс

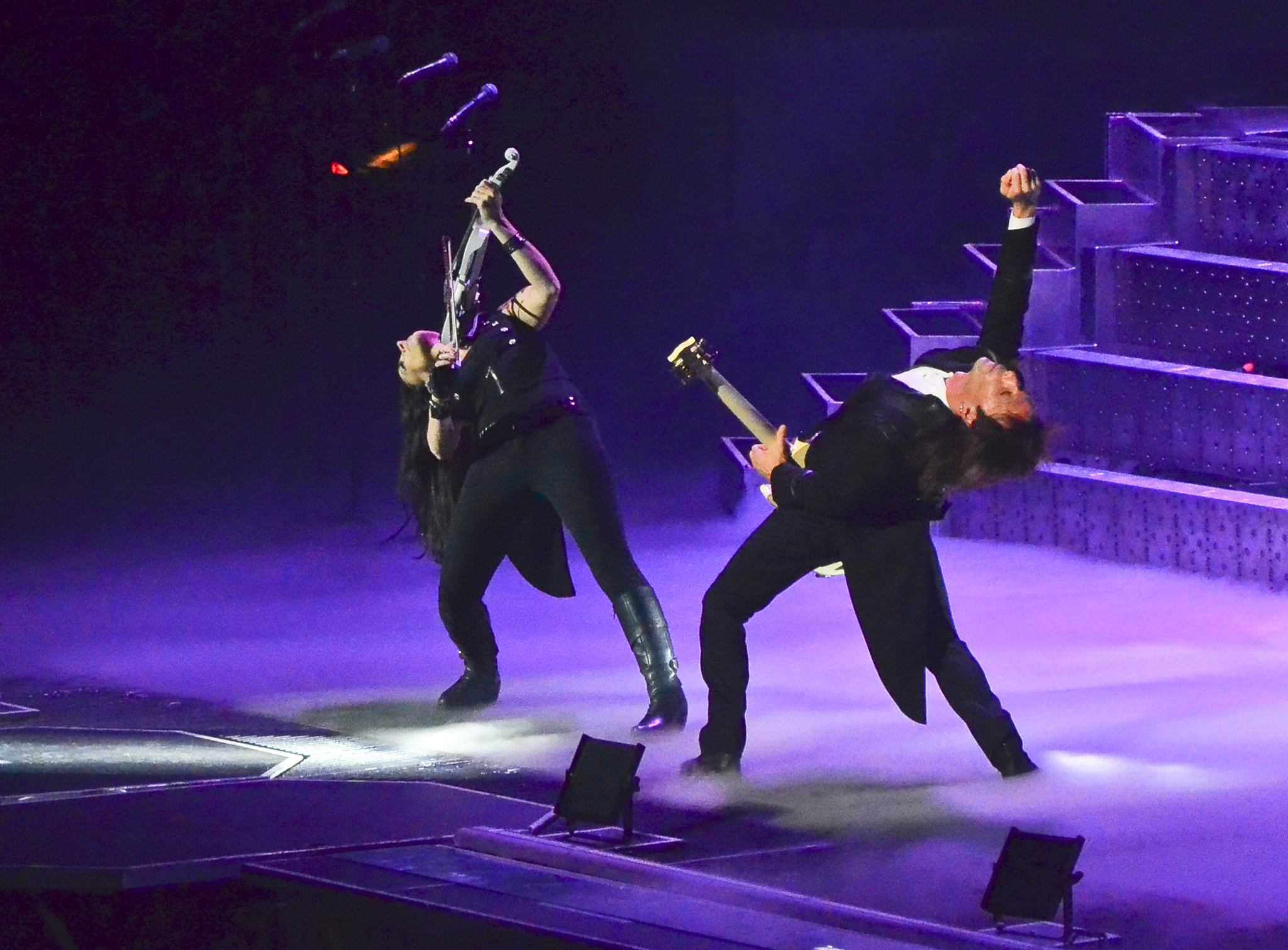
Trans-Siberian Orchestra исполняют симфо-рок в сочетании с другими стилями.

После почти десятилетия относительного затишья,  симфонический рок снова начал возрождаться к концу тысячелетия. Это было связано с появлением прог-ориентированных лейблов, развитием Интернета, а также с активизацией локальных прог-сцен (Швеция, Финляндия, Германия и др.). Несмотря на современность и утяжеление звучания, новая волна Нео-прогрессива оказалась намного ближе к классическому симфо-прогу за счет некоммерческого подхода к музыке. Симфо-рок в XXI веке исполняют, к примеру, Trans-Siberian Orchestra, он встречается на некоторых альбомах группы Muse, но все они сочетают этот стиль с другими.

## Симфоник-метал
В каком-то смысле преемником симфо-рока стал симфоник-метал, который зародился в конце 1990-х. Его исполнители (такие как Nightwish, Therion, Epica и др.) сочетают тяжёлую рок-музыку с симфоническими инструментами и аранжировками, хорами и оперным вокалом. Однако новое направление зародилось независимо от симфо-рока и связано с ним лишь в общих чертах. Самые лёгкие представители симфоник-метала (например, Within Temptation, Delain) нередко получают ярлык «симфоник-рок», но по звучанию и стилю сильно отличаются от классического симфо-рока 1960-х и 1970-х.